# John Westbrook (Politiker)
John Westbrook (* 9. Januar 1789 im Sussex County, New Jersey; † 8. Oktober 1852 bei Dingmans Ferry, Pennsylvania) war ein US-amerikanischer Politiker. Zwischen 1841 und 1843 vertrat er den Bundesstaat Pennsylvania im US-Repräsentantenhaus.

## Werdegang
Im Jahr 1792 kam John Westbrook mit seinen Eltern in das Pike County in Pennsylvania, wo sich die Familie nahe der Ortschaft Dingmans Ferry niederließ. Er besuchte danach Privatschulen. Später arbeitete er im Holzgeschäft und in der Landwirtschaft. 1812 wurde er Oberst der Staatsmiliz, im Jahr 1817 war er Sheriff im Pike County. Politisch wurde er Mitglied der Demokratischen Partei. 1833 war er Abgeordneter im Repräsentantenhaus von Pennsylvania.
Bei den Kongresswahlen des Jahres 1840 wurde Westbrook im siebten Wahlbezirk von Pennsylvania in das US-Repräsentantenhaus in Washington, D.C. gewählt, wo er am 4. März 1841 die Nachfolge von David Douglas Wagener antrat. Da er im Jahr 1842 auf eine weitere Kandidatur verzichtete, konnte er bis zum 3. März 1843 nur eine Legislaturperiode im Kongress absolvieren. Diese Zeit war von den Spannungen zwischen Präsident John Tyler und den Whigs geprägt. Außerdem wurde damals bereits über eine mögliche Annexion der seit 1836 von Mexiko unabhängigen Republik Texas diskutiert.
Nach dem Ende seiner Zeit im US-Repräsentantenhaus betätigte sich John Westbrook wieder in der Landwirtschaft. Er starb am 8. Oktober 1852 nahe Dingmans Ferry.